# The Settlers IV
The Settlers IV est un jeu vidéo de gestion et de stratégie en temps réel développé par Blue Byte Software et sorti en 2001 sur PC. Il fait partie de la série The Settlers et est la suite de The Settlers III sorti en 1998.

## Système de jeu
The Settlers IV reprend les principes de ses prédécesseurs. L’objectif est de conquérir un territoire et de vaincre ses ennemis tout en gérant le développement économique de sa population.

## Extensions
Le 2 août 2001 sort une première extension : The Settlers IV: Mission CD qui apporte un éditeur de niveaux, 16 nouvelles cartes solo, 18 nouvelles cartes multijoueur et 5 campagnes pour un total de 55 nouveaux niveaux.
Une seconde extension, The Settlers IV: Les Troyens et l'élixir de puissance sort le 13 décembre 2001. Elle permet de jouer avec une nouvelle civilisation : les troyens.
Finalement, une troisième et dernière extension The Settlers IV: The New World sort le 28 novembre 2002. Elle apporte une nouvelle campagne pour chacune des quatre civilisations jouables, de nouvelles cartes et des graphismes haute résolution.

## Accueil
| The Settlers IV       |      |       |
| Média                 | Pays | Notes |
| Computer Gaming World | US   | 3/5   |
| Gamekult              | FR   | 7/10  |
| GameSpot              | US   | 64 %  |
| Gen4                  | FR   | 12/20 |
| Jeuxvideo.com         | FR   | 16/20 |
| Joystick              | FR   | 61 %  |
| PC Zone               | UK   | 83 %  |